# أيقرتشمن العليا (مهر أنرود)
أیقرتشمن العلیا (بالإنجليزية: Ayqer Chaman-e Olya)‏ هي قرية تقع في إيران في قسم مهرانرود الجنوبي الريفي. يقدر عدد سكانها بـ 88 نسمة .